# التوسعة السعودية الأولى للمسجد الحرام
التوسعة السعودية الأولى للمسجد الحرام أمر بها الملك عبد العزيز آل سعود وبدأ تنفيذها في عهد الملك سعود عام 1375هـ على أربع مراحل امتدت حتى عهد الملك خالد، مرورا بعهد الملك فيصل.
مع إكمال التوسعة الأولى أصبحت مساحة المسجد الحرام تتسع لأكثر من ثلاثمئة ألف مصَلٍّ في وقت واحد، وفي حالات الزحام تستوعب أكثر من 400 ألف مصل. كما بلغ عدد أبواب الحرم 64 بابًا، أكبرها: باب الملك عبد العزيز، وباب العمرة، وباب السلام، وأنشئت سبع منارات ارتفاع كل منها 89 مترًا، موزعة على أبواب الصفا، والملك عبد العزيز، والعمرة، والسلام.

## الحرم المكي في عهد الملك عبد العزيز

### 1343
دخول الملك عبد العزيز إلى مكة المكرمة.

### 1344
أمر الملك عبد العزيز بتشكيل مجلس إدارة الحرم.

### 1345
وضع السرادقات في صحن المسجد لتقي المصلين حر الشمس.

### 1346
الانتهاء من ترميم أروقة المسجد الحرام وطلاء الجدران والأعمدة وإصلاح قبة زمزم، ومظلة إبراهيم، وشاذروان الكعبة، وتبليط المسعى بالحجر الصوان المربع وبناؤه بالنورة، وإزالة نواتئ الدكاكين التي ضيقت المسعى، كما تم تركيب مظلات على حاشية صحن الطواف لوقاية المصلين من حرارة الشمس، ثم عملت مظلات ثابتة في أطراف الصحن مثبتة بالأروقة، تنشر وتلف عند الحاجة.
وفي هذه السنة أيضا أمر الملك عبد العزيز بتأسيس أول مصنع لكسوة الكعبة المشرفة، كما أمر بعمل سبيلين لماء زمزم مع تجديد السبيل القديم.

### 1347
تجديد مصابيح الإنارة في المسجد الحرام وزيادتها حتى بلغت نحو ألف مصباح.

### 1354
إصلاح الحجر المفروش على مدار المطاف، وإصلاح أرض الأروقة، وترميم وترخيم عموم المسجد، وتجديد الألوان، وإزالة كل ما به تلف، كما تم إزالة الحصباء القديمة واستبدالها بأخرى جديدة.

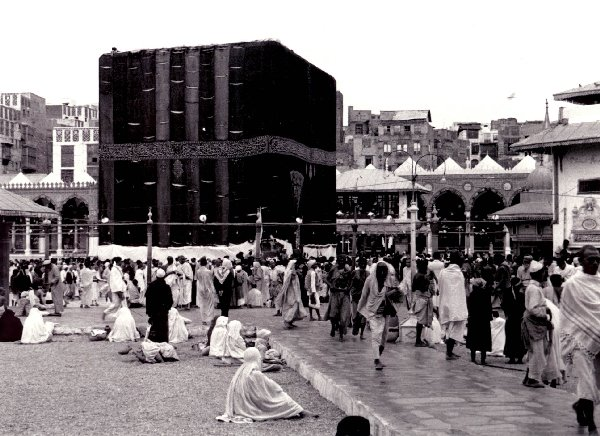
جانب من صحن المطاف في عهد الملك عبد العزيز عام 1937

### 1366
تجديد سقف المسعى. كما أمر الملك عبد العزيز بعمل باب جديد للكعبة مغطى بصفائح من الفضة الخالصة، محلاة بآيات قرآنية، نقشت بأحرف من الذهب الخالص، وأمر بإصلاح عضادتي باب الكعبة بالفضة الخالصة الموشاة بالذهب.

### 1370
ترخيم الواجهات المطلة على المسجد الحرام ورحباته ترخيمًا كاملاً.

### 1373
أنير المسجد الحرام، وتم وضع المراوح الكهربائية فيه.

## الحرم المكي في عهد الملك سعود

### 1373
تركيب مضخة لرفع مياه زمزم.

### 1374
إنشاء بناية لسقيا زمزم أمام بئر زمزم.

### 1375
-استبدال الشمعدانات الست بحجر إسماعيل عليه السلام بخمس نحاسية تضاء بالكهرباء، وتبليط أرض المسعى بالأسمنت.
-بدء تنفيذ المرحلة الأولى من توسعة الحرم التي أمر بها الملك عبد العزيز، في 4 ربيع الآخر، وذلك بنزع ملكيات الدور والعقارات الواقعة في أرض التوسعة بعد تقدير أثمانها، وتعويض أصحابها، وتضمنت هذه التوسعة بناء ثلاثة طوابق: الأقبية، والطابق الأرضي، والطابق الأول، مع بناء المسعى بطابقيه، وتوسعة المطاف، وصار بئر زمزم في القبو، وقد زود قبو زمزم بصنابير الماء ومجرى للماء المستعمل .
كما شملت التوسعة إزالة مبان كانت تضيق على المصلين والطائفين في صحن المطاف، مثل مظلة زمزم، وباب بني شيبة، والمقامات الأربعة، وشملت أيضًا تحويل مجرى مياه الأمطار بين جبل الصفا والمبنى العثماني، وتم إحداث الميادين والشوارع ومواقف للسيارات ودورات للمياه ومواضع للوضوء قرب المسجد الحرام.

### 1376
عمل سلم متحرك للكعبة المشرفة، وكان مغلفًا بالفضة ومنقوشًا بالذهب.

### 1377
أمر الملك سعود بترميم الكعبة المشرفة، واستبدال سقفها الأعلى القديم بسقف جديد، وأبقى على السقف السفلي بعد ترميمه وتغيير الأخشاب التالفة فيه.

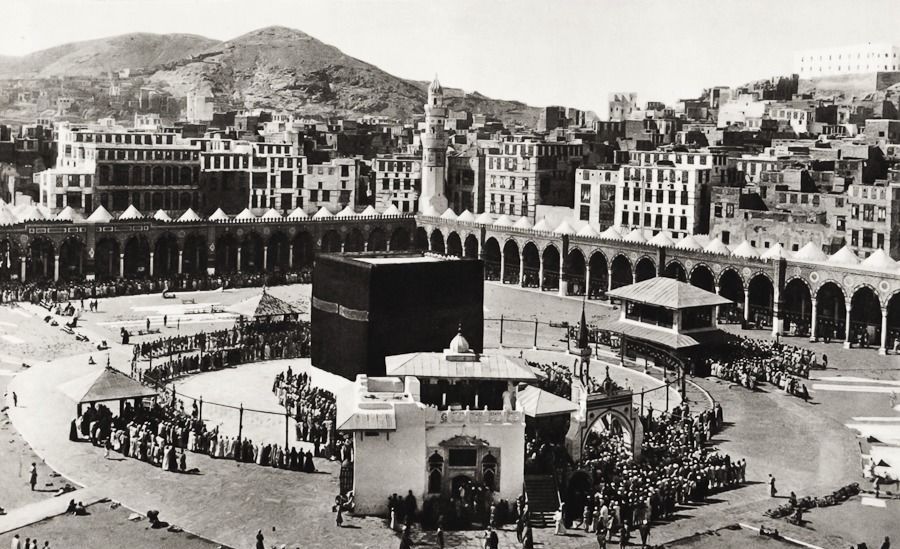
المسجد الحرام في عام 1934

### 1381
انتهاء المرحلة الأولى من التوسعة الأولى للحرم المكي وشملت بناء المسعى بطابقيه، وتم في وسط المسعى إنشاء حاجز قليل الارتفاع يقسمه إلى قسمين للذهاب والإياب ما بين المشعرين، كما تم بناء درج دائري للصفا وآخر للمروة، وجعل للطابق الأول من المسعى ثمانية أبواب على الواجهة الشرقية للشارع العام للدخول منها إلى المسجد الحرام، وجعل للطبقة الثانية منه مدخلان من خارج الحرم، أحدهما عند الصفا، والآخر عند المروة، كما جعل لهما مصعدان، أحدهما عند باب السلام والآخر عند باب الصفا.

## الحرم المكي في عهد الملك فيصل

### 1387
إزالة البناء القائم على مقام إبراهيم توسعة للطائفين، ووضع المقام في غطاء بلوري.

### 1389
انتهاء المرحلة الثانية من التوسعة الأولى للحرم المكي وتضمنت أعمال عمارة المسجد الحرام والجزء الخارجي من المبنى الجديد، كما شملت توسعة منطقة المطاف، وعمل سلالم لبئر زمزم.

### 1391
أمر الملك فيصل ببناء مبنى لمكتبة الحرم المكي الشريف.

### 1392
البدء ببناء مصنع كسوة الكعبة المشرفة (تغير اسمه في عهد الملك سلمان إلى مجمع الملك عبد العزيز لكسوة الكعبة المشرفة) في موقعه الجديد في أم الجود، وتوسيع أعماله.
كما تم الانتهاء من المرحلة الثالثة من التوسعة الأولى للحرم المكي وتم خلالها بناء المكبرية، وشق الطرق، وإنشاء الميادين حول الحرم.

## الحرم المكي في عهد الملك خالد

### 1396
إتمام ما تبقى من عمارة وتوسعة المسجد الحرام، وكان ذلك في السابع من رجب.
الانتهاء من المرحلة الرابعة من التوسعة الأولى للحرم المكي وتضمنت تجديد الحرم القديم، وتجديد أركانه الأربعة لإنشاء البوابات الثلاث الرئيسية. وأحيط الحرم بالميادين والشوارع الفسيحة.

### 1397
افتتاح مصنع الكسوة.

### 1398
توسيع المطاف، وفرش أرضيته برخام مقاوم للحرارة جلب من اليونان، وشملت توسعة المطاف نقل المنبر والمكبرية، وتوسيع قبو زمزم، وجُعل مدخله قريبًا من حافة المسجد القديم في جهة المسعى، وجعل فيه قسمان: قسم للرجال، وقسم للنساء، وركبت صنابير لشرب الماء البارد، وجعل للبئر حاجز زجاجي.

### 1399
أمر الملك خالد بصنع باب الكعبة المشرفة في عام 1399هـ، كما تم صنع باب للسلم الداخلي للكعبة الموصل إلى سطحها. وفي تلك السنة أزيل باب بني شيبة والمنبر الرخامي من المطاف، كما تم تبليط المطاف كاملاً بالرخام الأبيض.

### 1400
تنظيف شامل لبئر زمزم بعد القيام بأول عملية استكشافية للبئر.

## إحصائيات
- بلغ عدد أبواب الحرم بعد التوسعة السعودية الأولى 64 بابًا، أكبرها: باب الملك عبد العزيز في الجهة الجنوبية باتجاه أجياد. وباب العمرة في الجهة الغربية. وباب السلام شمال المسجد.
- أنشئت في هذه التوسعة سبع منارات ارتفاع كل منها 89 مترًا، موزعة على أبواب الصفا، والملك عبد العزيز، والعمرة، والسلام.
- أصبحت مساحة الحرم بعد التوسعة الأولى 160٫168 مـترًا مربعًا، تتسـع لأكثر من 300 ألف مصل، وفي حالات الزحام تستوعب أكثر من 400 ألف مصل.